# Maria BenHajji
Maria BenHajji (eg. Emma Latifa Maria Ben Hajji Barrera Oro) är en svensk sångare och sångpedagog som bland annat har körat i sångprogrammet Allsång på Skansen. BenHajji har även körat i Melodifestivalen 2006, då bakom artisten Laila Adèle.

## Melodifestivalen 2012
Under hösten 2011 sjöng hon på demon till låten "I mina drömmar" i den s.k. webbjokertävlingen som arrangeras i Melodifestivalen, till förmån för icke-etablerade låtskrivare. "I mina drömmar", skriven av Nanna Sveinsdóttir och Thomas Cars, gick segrandes ur hela webbjokertävlingen till Melodifestivalen 2012.
Efter webbjokerfinalen blev BenHajji erbjuden platsen som låtens artist i den kommande festivalen, vilket hon tackade ja till. Låten fick sedan tävla i den tredje deltävlingen, där den slutade på åttonde och sista plats.